# Snobizm
Snobizm – postawa objawiająca się chęcią zaimponowania innym osobom lub zademonstrowania swojej wiedzy na dany temat w celu okazania swojej wyższości. Osoby takie często są nazywane snobami, przykładowo mogą to być bywalcy oper, teatrów oraz spektakli, lecz jedynie w celu zamanifestowania swoich zainteresowań czy upodobań, żeby pokazać się jako osoby lepsze od innych lub należące do elity. Osoby te często nie są zorientowane w temacie bądź dziedzinie, o jakiej się wypowiadają lub w której biorą udział.

## Etymologia
Istnieje powszechne, lecz mylne przekonanie, iż wyraz „snob”, zaadaptowany z języka angielskiego, oryginalnie pochodzi od łacińskiego skrótu, który był stosowany w XVIII i XIX wieku na angielskich uniwersytetach dla odróżnienia studentów posiadających tytuł szlachecki od tych, którzy go nie posiadali: S. Nob. = sine nobilitate = bez szlachectwa (sine – bez, nobilitas – szlachectwo), a w wyniku dalszej ewolucji terminu dziś za snoba uważa się kogoś, kto naśladuje klasę społeczną wyższą od swojej.
W istocie najstarsze, pochodzące z połowy XVIII w., zachowane w druku znaczenie słowa „snob” to „szewc”. Uważa się, za źródłami Oxford English Dictionary, że następnie, pod koniec XVIII w., słowo zostało włączone do slangu Uniwersytetu w Cambridge i służyło odróżnieniu mieszkańców miasta od studentów. W pierwszej połowie XIX w. słowo nabrało znaczenia klasowego, ale jeszcze nie w dzisiejszym znaczeniu. Określało osobę spoza arystokracji. Dopiero w połowie XIX w. „snob” zaczął w sposób pejoratywny oznaczać kogoś, kto karykaturalnie, natrętnie lub wulgarnie próbuje naśladować osobę wyższego stanu.